# Mohsen Emadi

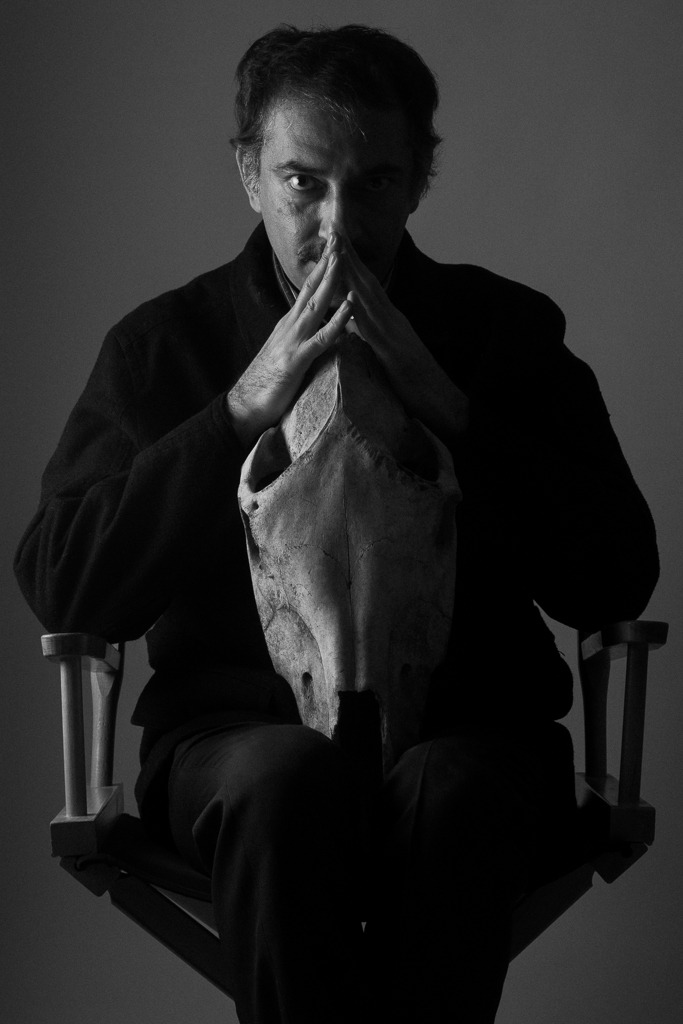
Mohsen Emadi en 2020.

Mohsen Emadi (en persa: محسن عمادی‎) (nació el 29 de octubre de 1976) es un poeta,traductor y cineasta iraní-mexicano. Nació y creció en Irán, partió a Finlandia en 2009 y desde 2012 reside principalmente en México, donde trabaja como profesor e investigador de poesía y literatura comparada en diversos institutos del país.

## Biografía
Mohsen Emadi nació en Sari, provincia de Mazandaran, al norte de Irán. Comenzó a escribir poemas desde la infancia. En la juventud publicó en numerosas revistas.
En 1995, se mudó a Teherán para estudiar ingeniería informática en la Universidad Tecnológica de Sharif, donde fue cofundador de diversas revistas estudiantiles y coorganizador de dos conferencias sobre cine y filosofía, todas confrontadas por autoridades universitarias. Influido por Federico García Lorca y el folclore de Mazandaran, conoció a Ahmad Shamlú como su mentor, quien lo introdujo a la Generación del 27 de España . Fue miembro activo de las protestas estudiantiles iraníes de julio de 1999, y nuevamente en 2009, diez años después, en las protestas por las elecciones presidenciales de Irán, en consecuencia, se vio obligado a abandonar el país. Desde entonces se le ha considerado exiliado.
LLegó a Finlandia en 2009 a estudiar cultura digital en la Universidad de Jyväskylä . Más tarde vivió en República Checa y en España, antes de trasladarse a México en agosto de 2012, donde trabaja como docente e investigador de poesía y literatura comparada. Emadi es doctor en  literatura por la Universidad Nacional Autónoma de México.
Aunque pasó algún tiempo en Estados Unidos, Emadi se marchó a principios de 2017 después de que el entonces presidente de Estados Unidos, Donald Trump, emitiera la Orden Ejecutiva 13769, que prohibía temporalmente el ingreso a ciudadanos de diversos países de mayoría musulmana.

## Poesía
Su primer poemario, La flor en los renglones, se publicó en España en 2003.
Ha participado en numerosos festivales internacionales de poesía, como el Festival Internacional de Poesía de la Ciudad de México, Barcelona Poesía, el Festival Internacional de Poesía Moncayo, Festival Internacional de Poesía Mahalta, el Simposio Internacional sobre Rumi (Turquía, 2007), Simposio Internacional sobre Nietzsche (Finlandia), y la Asociación de Escritores y Programas de Escritura. Su poesía ha sido reconocida con el Premio Poesía de Miedo 2010, la IV Beca Antonio Machado, una Beca ICORN y el premio Poetas de Otros Mundos 2015 del Fondo Internacional de Poesía.
La obra de Emadi ha sido traducida a numerosos idiomas, entre ellos al español (por Clara Janés), al inglés (por Lyn Coffin), al francés (por François Roy).

### Publicaciones Seleccionadas
- La flor en los renglones (español), colección de poemas, traducidos por Clara Janés, Lola Editorial, España, 2003.[6]
- No hablamos de sus ojos (persa), colección de poemas, Ghoo Publishing, Irán, 2007.
- Las leyes de la gravedad (español), colección de poemas, traducidos por Clara Janés, Olifante Ediciones de poesía, España, 2011.[14]
- Visible como el aire, legible como la muerte (español), colección de poemas, Olifante Ediciones de poesía, España, 2012.
- Abismal (español), selección de poemas, varios traductores, Casa Refugio Citlaltépetl, México, 2016.
- Standing on Earth (inglés), traducido por Lyn Coffin, Phoneme Media, EE. UU., 2016.[15]
- Suomalainen Iltapäivä (español), colección de poemas, La Casa del Poeta, Olifante Ediciones de poesía, España, 2017.[16]
- Sonata en la ceniza (español), Olifante Ediciones de poesía, España, 2022.[17]

## Traducción
Emadi ha publicado traducciones de poesía mundial al persa, principalmente de América Latina y poesía española,  de Europa del Este y finlandesa, de autores como Vladimir Holan, Nichita Stănescu, Vasko Popa, Walt Whitman, Antonio Gamoneda, Juan Gelman, César Vallejo, Luis Cernuda, Pentti. Saarikoski, Bo Carpelan, Lêdo Ivo, João Cabral de Melo Neto, Carlos Drummond de Andrade, Jiří Orten, Zbigniew Herbert, Clara Janés, Vítězslav Nezval y Nathalie Handal. En 2010, obtuvo una Beca de Intercambio de Literatura Finlandesa por su traducción de La antología de la poesía finlandesa. Las traducciones de Sholeh Wolpé y Mohsen Emadi de Song of Myself (Canto de mí mismo) de Walt Whitman (en persa: آواز خويشتن‎  </link>) fueron encargadas por el Programa Internacional de la Universidad de Iowa.
También ha traducido algunas colecciones al español (publicadas en México), entre ellas, antologías sobre poesía de Armenia, Palestina y el Kurdistán .

## Producción cinematográfica
Tras una serie de conversaciones con Antonio Gamoneda y Clara Janés, durante un viaje a Granada en 2010, Emadi comenzó a trabajar en una serie de documentales con temáticas en torno a la poesía, la realidad y el exilio. El primero de la serie es Querido Antonio, un documental poético sobre la influencia de la Guerra Civil Española en la obra de Antonio Gamoneda, que a su vez dio lugar a la publicación de De la realidad y la poesía. Tres conversaciones y un poema, (publicado por Vaso Roto Ediciones, México, 2010).
Sus otros documentales incluyen La Única Patria, donde presenta la última entrevista a Juan Gelman, y Un Poeta y Su Exilio, sobre el exilio de Luis Cernuda en México.

## Otras actividades
En el ámbito académico, Emadi ha sido estudioso de la poesía digital desde 2011, ha sido profesor sobre el tema en diversos institutos de México, como en el Centro de Cultura Digital. También ha impartido cursos sobre sufismo y poesía del cine. En México, ha sido juez de algunos premios internacionales de poesía de la literatura española, como el Premio Internacional de Poesía Gilberto Owen Estrada.
Emadi es fundador y editor de varios sitios web persas, incluido The House of World Poets (La Casa de los Poetas del Mundo), una antología persa de poesía mundial con más de 50 traductores que colaboran para difundir la poesía mundial en el idioma persa. También posee los derechos de publicación digital de las obras de Ahmad Shamlú, incluido Ketâb-e Kucheh (El libro del callejón), y dirige su propio sitio web oficial.